# Alberto Maria Centurione
Alberto Maria Centurione (Genova, 24 marzo 1834 – Principato di Monaco, 1889) è stato un archeologo e gesuita italiano, entrato nella compagnia di Gesù il 25 marzo 1851. Nel 1886 pubblicò uno studio sui nuraghi, la sua opera più importante. Morì nel 1889 nel Collegio gesuitico del Principato di Monaco.

## Studi recenti sopra i nuraghi e loro importanza
Il Centurione nel 1886 pubblicò il suo studio sui nuraghi sulla rivista La Civiltà Cattolica. Le sue osservazioni sulle costruzioni preistoriche furono suddivise in dieci articoli dal titolo «Studii recenti sopra i nuraghi e la loro importanza», che nel 1888 furono raccolti in un unico volume.

## Opere
- Studi recenti sopra i nuraghi e loro importanza, tip. Giachetti, figlio e c., Prato, 1886 (ora Nabu Press, 2012 ISBN 127814157X)
- Studii recenti sopra i nuraghi e loro importanza / pel p. Alberto Maria Centurione d. c. d. g. 1888 ; Edizione anastatica con premessa critica di Giacobbe Manca, Nuoro : Solinas, 1997